# 麻笏圍

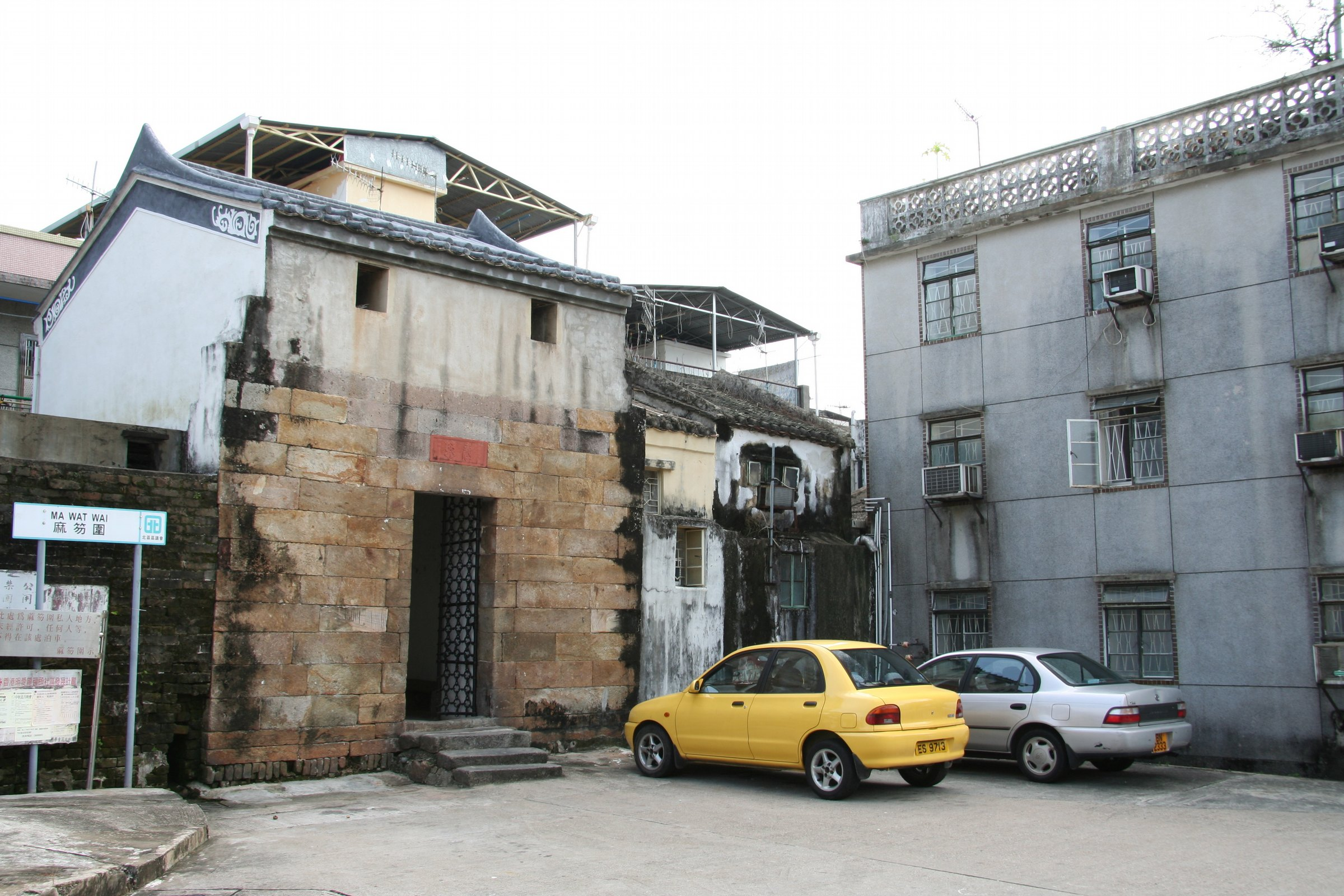
麻笏圍圍門

麻笏圍（Ma Wat Wai），位於香港新界粉嶺龍躍頭老圍西北，是龍躍頭鄧族聚居的圍村，為龍躍頭「五圍六村」之一。圍門於1994年11月25日被列為法定古蹟。

## 歷史
龍躍頭鄧族由錦田鄧族分支而來，原名「鬱蔥圍」的麻笏圍是鄧氏族人於清乾隆年間（1736-1795年）所建。

## 結構
麻笏圍原來四面築有圍牆環繞，四角建有更樓，惜部分圍牆及四個更樓已被拆卸。原名「鬱蔥圍」的麻笏圍在圍門上紅粉石門額刻有「鬱蔥」二字，寓意春蔥生長茂盛之地，兩旁的對聯為「前環鳳水　後擁龍山」。麻笏圍圍門向北，並裝有連環鐵門。圍內房屋排列整齊，正中主巷盡頭設有神壇供奉祖先。

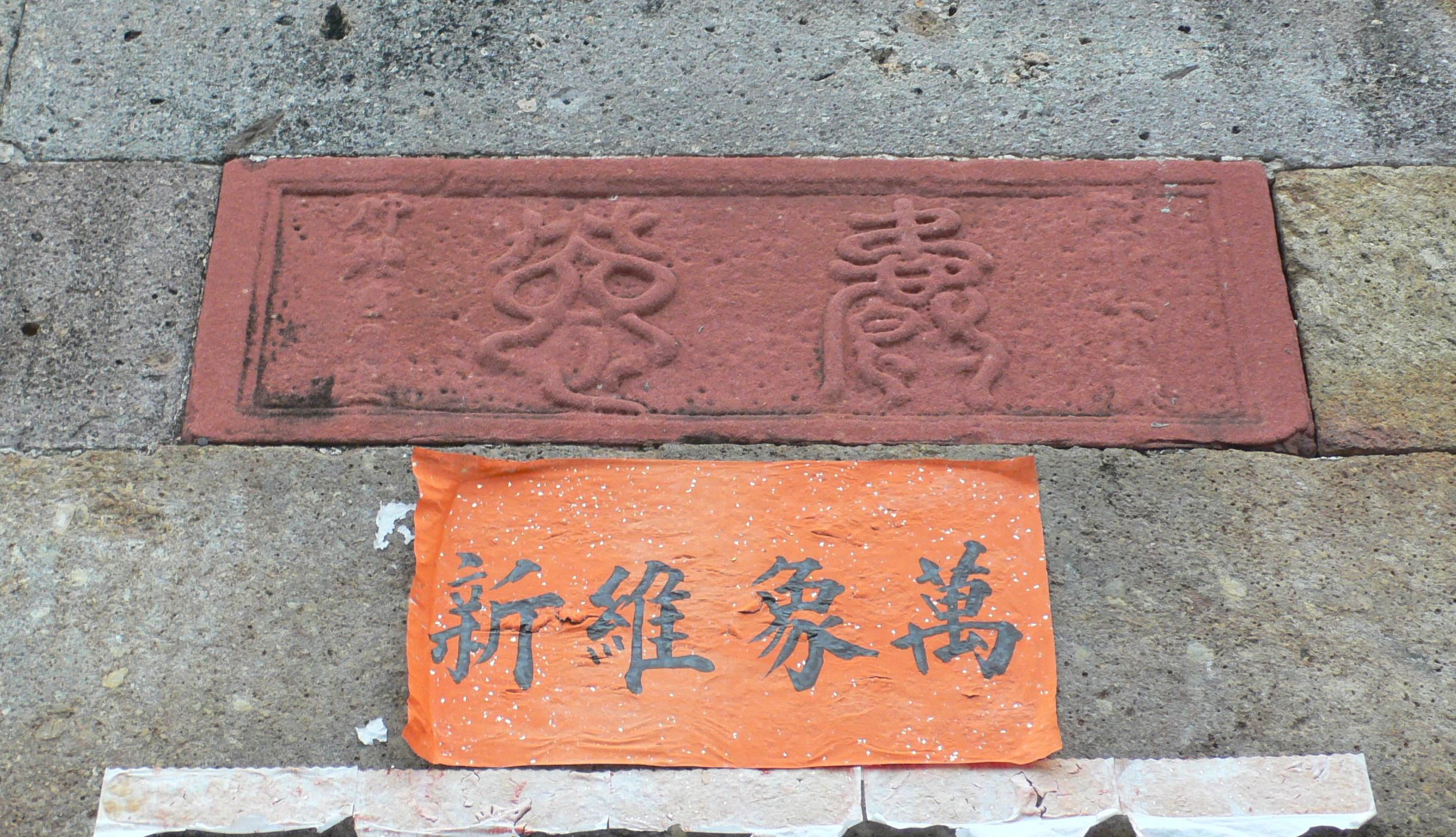
刻有「鬱蔥」二字的門額
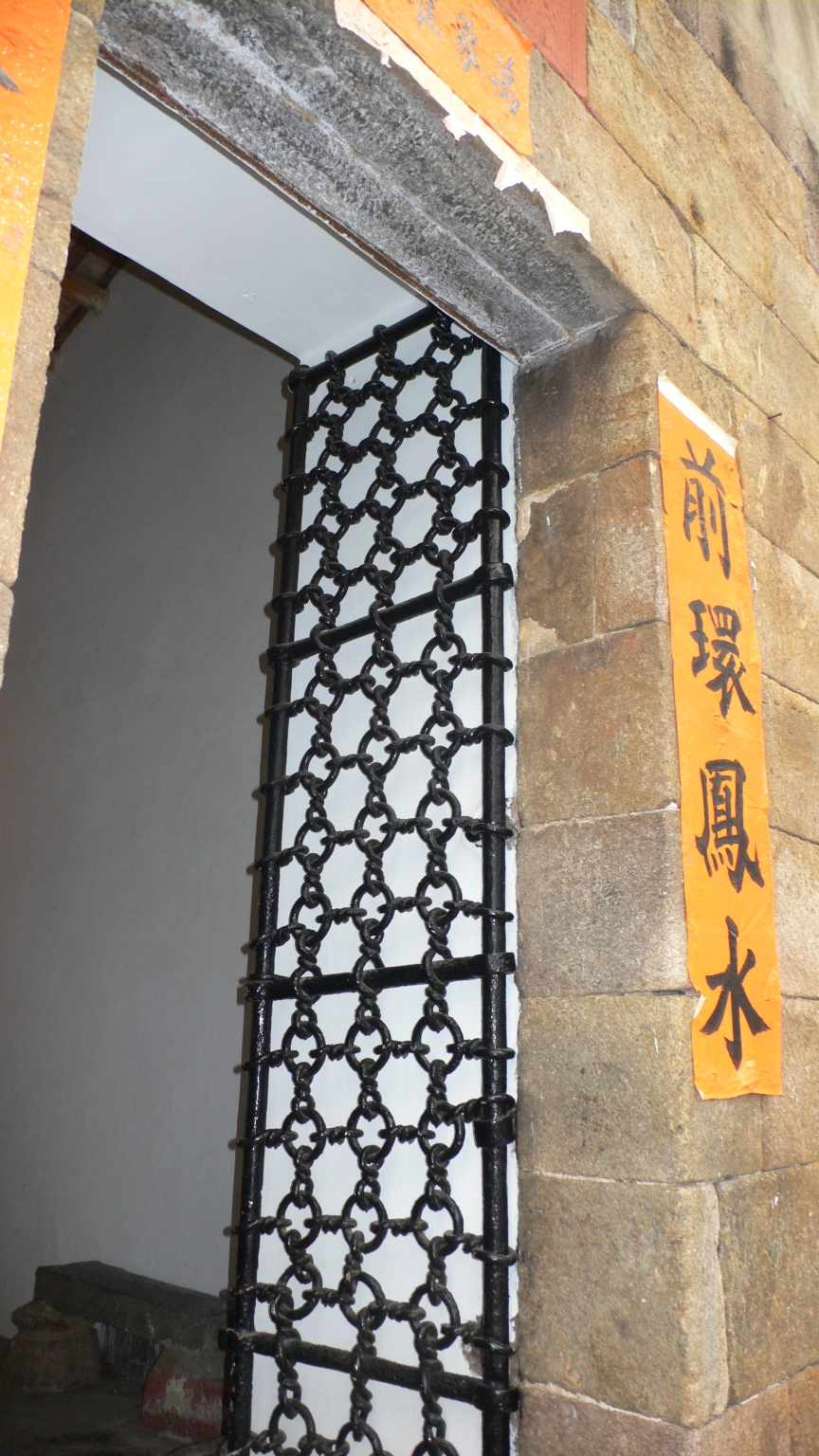
麻笏圍連環鐵門

## 麻笏村
麻笏村位於麻笏圍以北，是建有大量新型村屋的新發展鄉村 。 

## 外部連結
- 古物古蹟辦事處：麻笏圍門樓 （页面存档备份，存于）
- 麻笏圍地圖 （页面存档备份，存于）